# Ponta da Serraria (sub-bacia)
Ponta da Serraria é uma sub-bacia hidrográfica localizada na cidade de Porto Alegre, capital do estado brasileiro do Rio Grande do Sul.
É uma das vinte e sete sub-bacias que servem à Bacia Hidrográfica do Lago Guaíba no território da cidade. Segundo o Atlas Ambiental de Porto Alegre (1998), a sub-bacia tem uma área de 0.10 km², sendo a menor de todas sub-bacias hidrográficas.
Compreende todos os cursos e corpos d'água existentes na região da pequena península (ponta) da Serraria, onde está situado o Morro dos Sargentos e suas ocupações irregulares.